# 요시카와촌 (나가노현)
요시카와촌(芳川村)은 1954년 까지 나가노현 히가시치쿠마군에 존재했던 촌이다. 1954년 8월 1일, 쇼와 대합병에 의해 마쓰모토시에 편입되었다.

## 지리
요시카와촌은 나라이강에 가로막힌 남북으로 길게 뻗은 촌이다. 전체적으로 평평하지만 남쪽을 향해 경사가 있다.
- - 하천 : 나라이강, 다가와강
  - 표고：620m
  - 둘레：16.5 km
  - 남북 : 4,600m
  - 동서 : 2,600m

## 역사
- 1889년 4월 1일 - 정촌제 시행에 의해 4개 촌의 구역을 확장해 히가시치쿠마군 요시카와촌이 성립하였다.
- 1954년 8월 1일 - 마쓰모토시에 편입되어 동일 요시카와촌은 폐지되었다.